# Bauta (Cuba)
Bauta è un comune di Cuba, situato nella provincia di Artemisa.